# Piccole apostole della Redenzione
Le Piccole Apostole della Redenzione sono un istituto religioso femminile di diritto pontificio.

## Storia
Nel 1943 Arturo D'Onofrio avviò presso la casa paterna di Visciano un'opera per la cura dell'infanzia abbandonata; nel 1945 aprì un centro anche a Torre Annunziata, affidandone la direzione ai coniugi Angelo Maresca e Anna Vitiello.
Dopo la morte di Maresca, D'Onofrio propose alla vedova di continuare il suo ministero in favore degli orfani e di dare inizio a una nuova congregazione: la Vitiello accolse l'invito e, con alcune compagne, vestì l'abito religioso nel 1949.
L'istituto si diffuse lentamente in varie regioni d'Italia e nel 1971 furono aperte filiali anche in Colombia; l'approvazione pontificia giunse il 5 luglio 1978.
Esiste anche il ramo maschile, i Missionari della Divina Redenzione.

## Attività e diffusione
Le suore si dedicano all'assistenza e all'educazione dell'infanzia abbandonata, in particolare di orfani, disabili e poveri.
Oltre che in Italia, sono presenti in India e nelle Americhe (Colombia, Guatemala, El Salvador, Messico); la sede generalizia è presso il Villaggio del Fanciullo di Visciano.
Alla fine del 2008 la congregazione contava 303 religiose in 33 case.